# Commersonia rosea
Commersonia rosea là một loài thực vật có hoa trong họ Cẩm quỳ. Loài này được S.A.J.Bell & L.M.Copel. mô tả khoa học đầu tiên năm 2004.